# 27. marec
27. marec je 86. dan leta (87. v prestopnih letih) v gregorijanskem koledarju. Ostaja še 279 dni.

## Dogodki
- 1713 – začetek tolminskega punta
- 1933 – Japonska izstopi iz Društva narodov
- 1939 – Španija podpiše antikominternski pakt
- 1941 – zaradi pristopa Kraljevine Jugoslavije k trojnemu paktu v Beogradu izbruhnejo demonstracije; izvedejo državni udar, zrušijo regenta kneza Pavla Karađorđevića in za kralja razglasijo Petra II.
- 1958 – Nikita Hruščov postane predsednik vlade Sovjetske zveze
- 1969 – izstrelijo medplanetarno vesoljsko sondo Mariner 7 proti Marsu
- 1972 – izstrelijo medplanetarno vesoljsko sondo Venera 8 proti Veneri
- 1977 – v trčenju dveh Boeingov 747 na Kanarskem otoku Tenerife umre 583 ljudi
- 1999 – srbska zračna obramba sestreli radarsko nevidno letalo F-117

## Rojstva
- 972 – Robert II. Pobožni, francoski kralj († 1031)
- 1196 – Svjatoslav III., vladimirski veliki knez († 1252)
- 1297 – Ernest iz Pardubic, češki nadškof († 1364)
- 1306 – Filip III., navarski kralj († 1343)
- 1676 – Ferenc Rákóczi II., madžarski knez († 1735)
- 1746 – Michael Bruce, škotski pesnik († 1767)
- 1765 – Franz Xaver von Baader, nemški teolog, filozof († 1841)
- 1785 – Ludvik XVII. Francoski, francoski kralj († 1795)
- 1809 – Georges-Eugène Haussmann, francoski urbanist, arhitekt († 1891)
- 1822 – Henri Murger, francoski pisatelj († 1861)
- 1845 – Wilhelm Conrad Röntgen, nemški fizik, nobelovec 1901 († 1923)
- 1863 – sir Henry Royce, angleški industrialec († 1933)
- 1871 – Heinrich Mann, nemški pisatelj († 1950)
- 1886 – 
  - Ludwig Mies van der Rohe, nemško-ameriški arhitekt († 1969)
  - Sergej Mironovič Kirov, ruski komunist († 1934)
- 1889 – Yakup Kadri Karaosmanoglu, turški pisatelj, prevajalec († 1974)
- 1893 – Karl Mannheim, madžarski sociolog († 1947)
- 1911 – Franc Rozman - Stane, slovenski partizanski komandant († 1944)
- 1927 – Mstislav Leopoldovič Rostropovič, ruski dirigent, pianist, čelist († 2007)
- 1929 – Žarko Petan, slovenski pisatelj, gledališki režiser († 2014)
- 1941 – Ema Prodnik, slovenska pevka († 2023)
- 1952 – Maria Schneider, francoska filmska igralka
- 1960 – Eka Mamaladze, gruzijska pevka in pianistka
- 1963 –
  - Quentin Tarantino, ameriški režiser
  - Xuxa, brazilska pevka in voditeljica
- 1973 – Jan Plestenjak, slovenski glasbenik
- 1986 – Manuel Neuer, nemški nogometni reprezentant (vratar)

## Smrti
- 1184 – Jurij III., gruzijski kralj
- 1221 – Berengarija Portugalska, infantinja, danska kraljica (* 1194)
- 1223 – Rajmond-Roger, grof Foixa
- 1237 – Ivan Briennski, grof Brienna, jeruzalemski kralj, regent Latinskega cesarstva (* 1155)
- 1378 – papež Gregor XI. (* 1336)
- 1770 – Giovanni Battista Tiepolo, italijanski slikar (* 1696)
- 1850 – Wilhelm Wolff Beer, nemški poslovnež, ljubiteljski astronom (* 1797)
- 1878 – George Gilbert Scott, angleški arhitekt (* 1811)
- 1893 – Alphonse-Eugène Beau de Rochas, francoski inženir (* 1815)
- 1898 – Ahmed Khan, indijski islamski družbeni reformator (* 1817)
- 1968 – Jurij Aleksejevič Gagarin, ruski kozmonavt (* 1934)
- 1969 – Berick Traven Torsvan, nemški pisatelj (* 1890)
- 1972 – Maurits Cornelis Escher, nizozemski rezbar, litograf (* 1898)
- 2002 – Samuel Wilder - Billy Wilder, ameriški filmski režiser nemškega rodu (* 1906)
- 2006 – Stanisław Lem, poljski pisatelj (* 1921)

## Prazniki in obredi
- svetovni dan gledališča

## Goduje
- Sveti Janez Damaščan